# Paul Cooreman

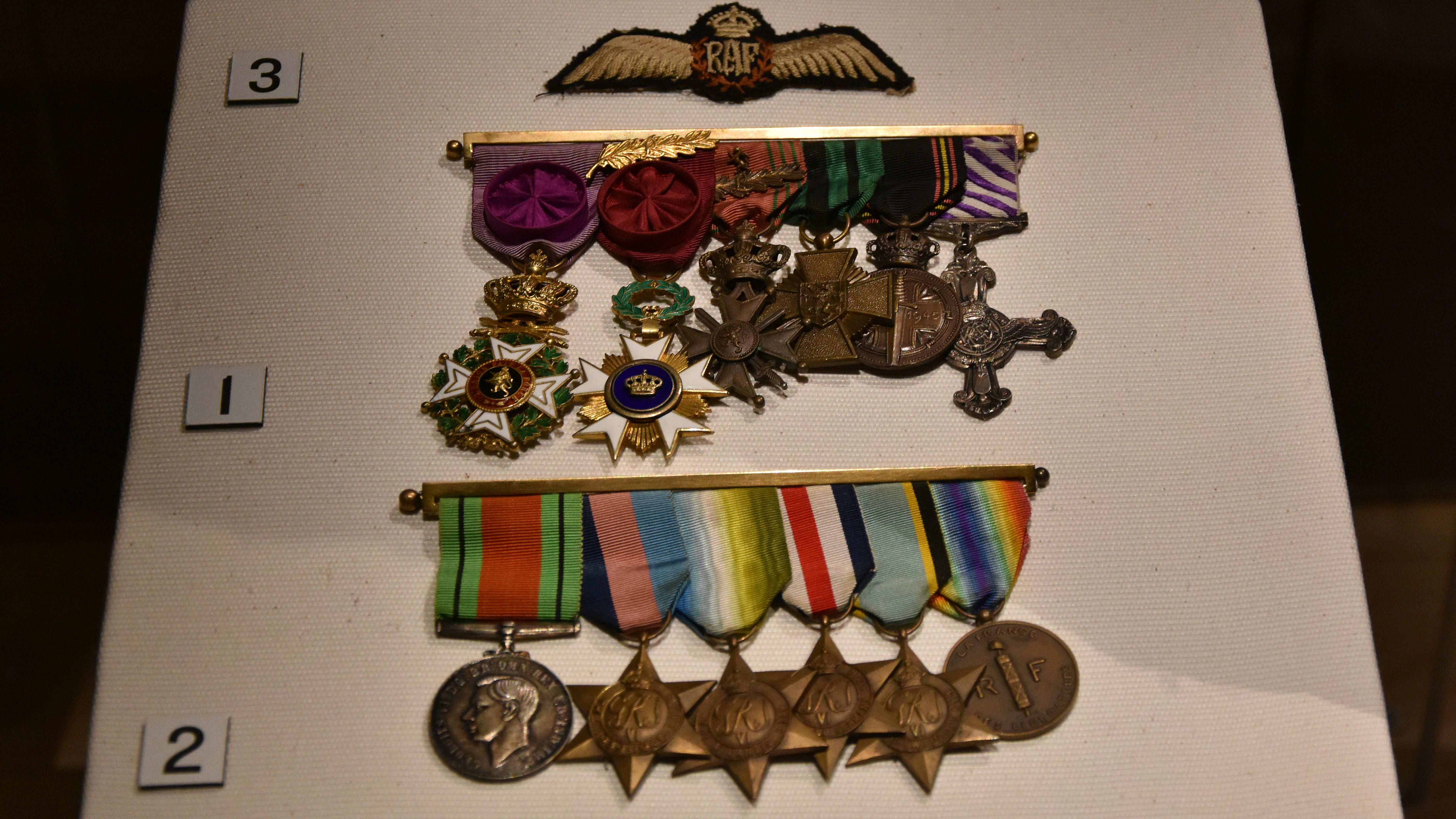
De onderscheidingen van Paul Cooreman (zie bestandspagina) in Seafront

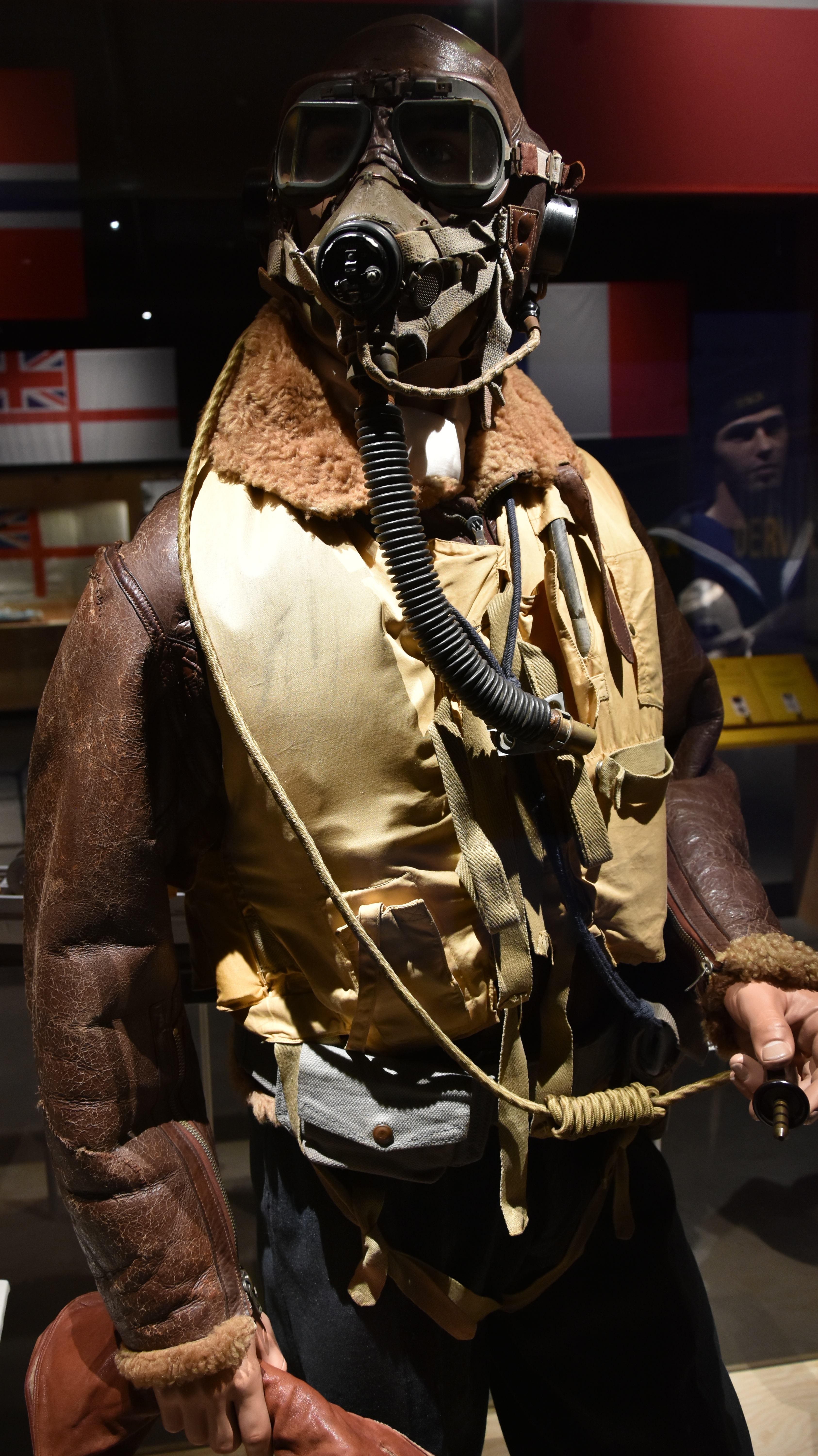
Het uniform van een Hawker Typhoonpiloot van 609 Squadron in Seafront

Paul ''Paolo'' Cooreman (Gent, 23 maart 1916? - ? 1989) was een Belgisch piloot en kleinzoon van de voormalige politicus en oud-eerste minister van België Gerard Cooreman.

## Biografie
Paul Cooreman werkte aanvankelijk in de textielbranche maar startte een carrière als officier bij de 1 Gidsen. Hij verbleef in Duitse gevangenschap in het Slot Colditz tot hij op 25 augustus 1940, als Vlaming, vervroegd werd vrijgelaten.
Cooreman verliet Gent einde februari 1941 om, via het gevangenenkamp Miranda in Spanje, op 18 oktober 1941 in het Verenigd Koninkrijk toe te komen.
Hij werd op 29 oktober 1943 lid van het 609 Squadron dat op dat ogenblik onder het bevel stond van de Zuid-Afrikaanse Squadron Leader Thomas Young Wallace, drager van het Distinghuished Flying Medal. De eenheid was gestationeerd op het vliegveld Ursel en vloog met Hawker Typhoons. Vijfenvijftig Belgische piloten maakten ooit deel uit van dit squadron. Tijdens D-day voerde hij een aantal bombardementen uit en nam deel aan de aanval op Erwin Rommel te Sainte-Foy-de-Montgommery op 17 juli 1944. Hij bleef tot 6 december 1944 lid van 609 Squadron en vloog in totaal 130 missies.
Op 3 augustus 1944 werd Cooreman boven Normandië neergeschoten door FLAK maar kon zich redden. Hij kon gevangenschap vermijden en sloot zich opnieuw aan bij zijn eenheid. In april 1945 werd hem, als een van de weinige Belgen, het Distinguished Flying Cross toegekend.
Na de oorlog keerde hij terug naar de textielindustrie.